# Élie Chouraqui
Élie Chouraqui (n. París, 3 de julio de 1950) es un productor, director de cine, guionista francés.
Desde los inicios de su carrera, en los años 1970, se ha caracterizado por la diversidad de temas que ha tratado en comedias, tales como Paroles et musique, ¿Por qué corre David?, Las marmotas, películas de suspenso, como Man on Fire, una road movie, como Miss Missouri, o dramas, tales como Mi primer amor, Harrison's Flowers u Ô Jérusalem. En todas sus producciones, Chouraqui se centra en temas tales como la igualdad, los derechos humanos, la libertad, el amor, la esperanza, la justicia, la paz, su origen judío o la identidad.

## Biografía
Nació en el XIX Distrito de París, en una modesta familia argelina de origen judío con cuatro hijos, sin ninguna relación con la carrera artística que lo llevó a convertirse en cineasta. Terminados sus estudios básicos, estudió Literatura y Derecho en La Sorbona, pero los abandonó porque consideraba que «solo servían para seguir las huellas de los padres que habían estudiado allí».
Después de hacer su servicio militar, se convirtió en capitán del equipo francés de voleibol, participando en numerosos campeonatos, más de 112 veces. Trabajó un corto tiempo en el periódico France Soir, en donde escribía artículos relacionados con deportes.

## Carrera cinematográfica
Estando en La Ciotat, tuvo su primer contacto con el cine, durante el rodaje del filme Cuatro hombres y una mujer (Smic, Smac, Smoc), dirigido por Claude Lelouch, con quien hizo amistad y llegó a ser su asistente de dirección en sus siguientes películas: La aventura es la aventura (1972) y La bonne année (1973). Además, participó en otras 7 producciones hasta 1978, como asistente de dirección, guionista y actor en algunas de ellos. También realizó numerosos avisos publicitarios en este periodo.
En 1978 escribió, produjo y dirigió su primer largometraje Mi primer amor, con la actriz Anouk Aimée en el papel principal. También ese año fundó su empresa Sept Films Cinema, que participó como coproductora del filme. Aunque resultó con pérdidas, significó el lanzamiento de su carrera y un éxito de crítica.
En los años 1980, escribió y dirigió la película para televisión Une page d'amour (1980), que sería la única producida para la televisión. Además, produjo otras tres películas: ¿Por qué corre David? (1983), Palabras y música (1984) y Bala blindada (1987). En las décadas de 1990 y 2000, sumaría 6 largometrajes: Miss Missouri (1990), Las marmotas (1993), Los mentirosos (1996), Las flores de Harrison (2000), O Jerusalem (2006), y Celle que j'aime (2009).
En sus películas, han actuado destacados actores y actrices, tales como Anouk Aimée, Charles Aznavour, Catherine Deneuve, Christopher Lambert, Scott Glenn, Joe Pesci, Jonathan Pryce, Jacqueline Bisset, Marie Trintignant, Andie MacDowell e Ian Holm, entre otros.

## Otras facetas
En su película Las flores de Harrison fue además el camarógrafo de la película; mientras que en O Jerusalem participó como actor.
Otro nuevo lado de Chouraqui apareció con la puesta en escena de los musicales Los Diez Mandamientos (2000), y Spartacus Le Gladiateur (2004), ambas con éxito de público. También cabe mencionar su participación como productor asociado en Ame agaru (1999), película japonesa de Takashi Koizumi con guion de Akira Kurosawa; asimismo produjo las teleseries Las marmotas (1998) y Victoire, ou la douleur des femmes (2000); y la película para TV Passion assassine (2000).
En 2000 publicó su primera novela La Vie N'Est Qu'Une Ombre Qui Passe. Y en 2003 publicó el ensayo Le sage et l'artiste, Dialogues escrito en colaboración con el escritor francés André Chouraqui (sin parentesco).
En 2008 fue candidato independiente a las elecciones municipales en Neuilly-sur-Seine, asociado al partido de centro-derecha UMP, resultando elegido concejal municipal.
Es padre de tres hijos: César, Margaux y Sarah.

## Filmografía
- 1978: Mi primer amor
- 1980: Une page d'amour (TV)
- 1982: Qu'est-ce qui fait courir David ?
- 1984: Paroles et musique
- 1987: Man on Fire
- 1990: Miss Missouri
- 1993: Las marmotas
- 1996: Los mentirosos
- 1999: Après la pluie de Takashi Koizumi con un guion póstumo de Akira Kurosawa, productor asociado.
- 2000: Harrison's Flowers
- 2006: Ô Jérusalem
- 2009: Celle que j'aime

## Premios y distinciones
Festival Internacional de Cine de San Sebastián
| Año  | Categoría      | Película               | Resultado |
| ---- | -------------- | ---------------------- | --------- |
| 2000 | Premio del CEC | Las flores de Harrison | Ganador   |
| 2000 | Premio OCIC    | Las flores de Harrison | Ganador   |